# Chilenoperla puelche
Chilenoperla puelche is een steenvlieg uit de familie Gripopterygidae. De wetenschappelijke naam van de soort is voor het eerst geldig gepubliceerd in 2012 door Vera.